# Лютер, Ганс
Ганс Лютер (нем. Hans Luther; 10 марта 1879, Берлин, Германская империя, — 11 мая 1962, Дюссельдорф, ФРГ) — германский государственный деятель, финансист и дипломат, канцлер Германии (1925—1926), президент Рейхсбанка (1930—1933).

## Биография

### Ранние годы. Карьера на государственной службе
Ганс Лютер родился в Берлине в лютеранской семье зажиточного купца-лесоторговца Отто Лютера (1848-1912), и Вильгельмины Лютер (урожденная Хюбнер) .
Окончив в 1897 г. гимназию имени Лейбница, начал изучение юриспруденции в Женевском университете. Продолжил обучение в университетах Берлина и Киля. В 1904 г. с отличием выдержал государственные юридические экзамены. После экзамена на чин асессора в марте 1907 г. был назначен начальником юридического отдела в магистрате Магдебурга. 
В 1907 году вступил в брак со своей первой женой, которая умерла незадолго до его канцлерства. У них родились четыре дочери, две из них умерли в младенчестве.
Лютер оставался в Магдебурге до февраля 1913 г., когда занял должность коммерческого директора Прусского союза городов.
В 1918—1922 гг. — обербургомистр Эссена. На этом посту в 1919 г. вместе с техническим редактором Генрихом Райснером, банкиром Вильгельмом фон Вальдтхаузеном и химиком Францем Фишером он выступил соучредителем "Общества науки и жизни в Рейнско-Вестфальской промышленной зоне". Впоследствии общество было преобразовано в Дом технологий (HDT), который на сегодня является старейшим независимым техническим учебным институтом Германии со штаб-квартирой в Эссене и филиалами в Берлине и Мюнхене.
В ноябре 1922 г. был назначен министром продовольствия и сельского хозяйства Германии как беспартийный, но близкий к Немецкой народной партии (ННП) политик.
В октябре 1923 г. был назначен министром финансов в правительстве председателя ННП Г. Штреземана. Руководил осуществлением денежной реформы, прекратившей гиперинфляцию. С 15 ноября 1923 была введена в обращение рентная марка, а с 30 августа 1924 г. — рейхсмарка.

### На посту канцлера. Отставка
После распада «большой коалиции» в январе 1925 г. президент Эберт по рекомендации Штреземана поручил ему сформировать правительство. Правительство Лютера стало первым правым правительством Веймарской республики, в него не вошли социал-демократы, но впервые вошли представители Немецкой национальной народной партии (НННП). После смерти Эберта в конце февраля того же года он в течение 12 дней временно исполнял обязанности президента.
Принял участие в международной конференции в Локарно с 5 по 16 октября 1925 г., где парафировал Локарнские договоры. Это вызвало «Локарнский кризис» — 25 октября министры от НННП вышли из правительства, и оно лишилось парламентского большинства. 26 октября он вместо ушедшего в отставку националиста фон Шлибена занял пост министра финансов и занимал его одновременно с постом канцлера до 20 января 1926. 19 ноября 1925 г. его кабинет принял решение подать в отставку после подписания Локарнских соглашений. 27 ноября фракция СДПГ в Рейхстаге проголосовала за ратификацию договоров, решение было принято 291 голосом против 174. Кабинет министров 5 декабря подал в отставку.
13 января 1926 г. президент Гинденбург поручил Лютеру сформировать кабинет, и спустя неделю исполняющий обязанности рейхсканцлера представил новое центристское правительство меньшинства без социал-демократов и националистов.
1 мая 1926 г. правительство разрешило посольствам и консульствам наряду с республиканским флагом использовать черно-бело-красный (цвета императорского флага) флаг торгового флота с маленьким черно-красно-золотым верхним углом. Это вызвало возмущение социал-демократов, профсоюзов и Рейхсбаннера, 12 мая 1926 г. рейхстаг вынес порицание правительству, и второй кабинет Лютера подал в отставку.
В 1929—1933 гг. был членом Немецкой народной партии, хотя в заголовке своих мемуаров «Политик без партии», опубликованных в 1960 г., подчёркивал свою беспартийность.
После отставки был назначен в состав правления «Германских имперских железных дорог» Deutsche Reichsbahn, покинул пост после проигрыша судебного дела по поводу перехода к двухклассовой системе автомобильных дорог. Занимал ряд позиций в наблюдательных советах финансовых и промышленных компаний. Также руководил объединенной группой немецких ипотечных банков. В 1928 г. основал «Союз для обновления империи», этот исследовательский центр реформ позже часто упоминался публично как «Лютербунд». Его главная цель состояла в том, чтобы преодолеть существующее разделение государства и Пруссии. Предполагалось, что Пруссия преследует гегемонистскую государственную ориентацию в существующей национальной конструкции в ущерб всей нации. Было предложено всеобъемлющее разделение и расширение прав и возможностей: Пруссии должно быть позволено сохранить свою концепцию государства и государственной собственности в соответствии с ее историческими предпосылками, но при этом ее саму следует разбить на несколько независимых областей, которым должно было быть присвоен статус имперских земель. 

### Во главе Рейхсбанка
7 марта 1930 г. президент Рейхсбанка Шахт объявил о своей отставке, вечером того же дня правительство высказалось за назначение Лютера президентом Рейхсбанка, с момента введения рентной марки пользовавшегося в хозяйственных кругах огромным уважением. Генеральный совет при Рейхсбанке 11 марта утвердил его кандидатуру на посту президента банка. На этом посту придерживался стратегии дефляции. По сравнению со своим предшественником Шахтом, он считался слабым управленцем и слишком зависимым от правления Рейхсбанка. Также звучала критика, что у него не было банковской карьеры, что вызывало сомнения в его профессиональной пригодности. Летом 1931 г. столкнулся с кредитным кризисом. В соответствии с «золотым банковским правилом» период выбытия привлеченного капитала должен совпадать со временем его возврата. Вывод истекающих кредитов из-за рубежа без притока иностранной валюты того же порядка привел бы к дефициту финансирования. Хотя эти факты были известны заблаговременно, правительство и Рейхсбанк оказались такой ситуации не готовы. К истокам кризиса относят крах крупнейшего частного банка Австрии в мае 1931 г. и уход иностранного капитала на фоне обсуждения будущего выплат по германским репарациям по итогам Первой мировой войны. Экономические последствия кризиса были удручающими. Отчисления в иностранной валюте, зарегистрированные в Рейхсбанке, были настолько высоки, что юридически допустимый предел покрытия не мог быть достигнут. Различные финансовые институты также оказались в бедственном положении. Например, ДАНАТ-Банк и Дрезднер Банк должны были сообщить о своей несостоятельности. Все усилия предпринятые на санацию кризиса не привели к результатам. В конечном итоге решающие меры по его преодолению были найдены на политическом уровне.
В дальнейшем готовностью брать крупные кредиты он поддерживал программу Адольфа Гитлера по созданию рабочих мест, но высказывался против того, чтобы для модернизации брать больше кредитов. В марте 1933 г. был освобожден от руководства Рейхсбанком. Был назначен послом в США, находился на этом посту до 1937 г.
По окончании Второй мировой войны являлся почетным профессором экономики в Мюнхенском институте политических наук. С 1953 по 1955 г. являлся председателем образованного по решению бундестага комитета по административной реорганизации территории ФРГ.

## Сочинения
- Politiker ohne Partei, Stuttgart. 1960.